# Porsche Sports Cup Deutschland
| Porsche Sports Cup Deutschland |                                                      |
| Land oder Region               | Deutschland                                          |
| Erste Saison                   | 2005                                                 |
| Auftraggeber                   | Porsche Deutschland GmbH                             |
| Organisator                    | Hegersport GmbH                                      |
| Offizielle Website             | https://www.porsche.com/porschesportscup-germany/de/ |

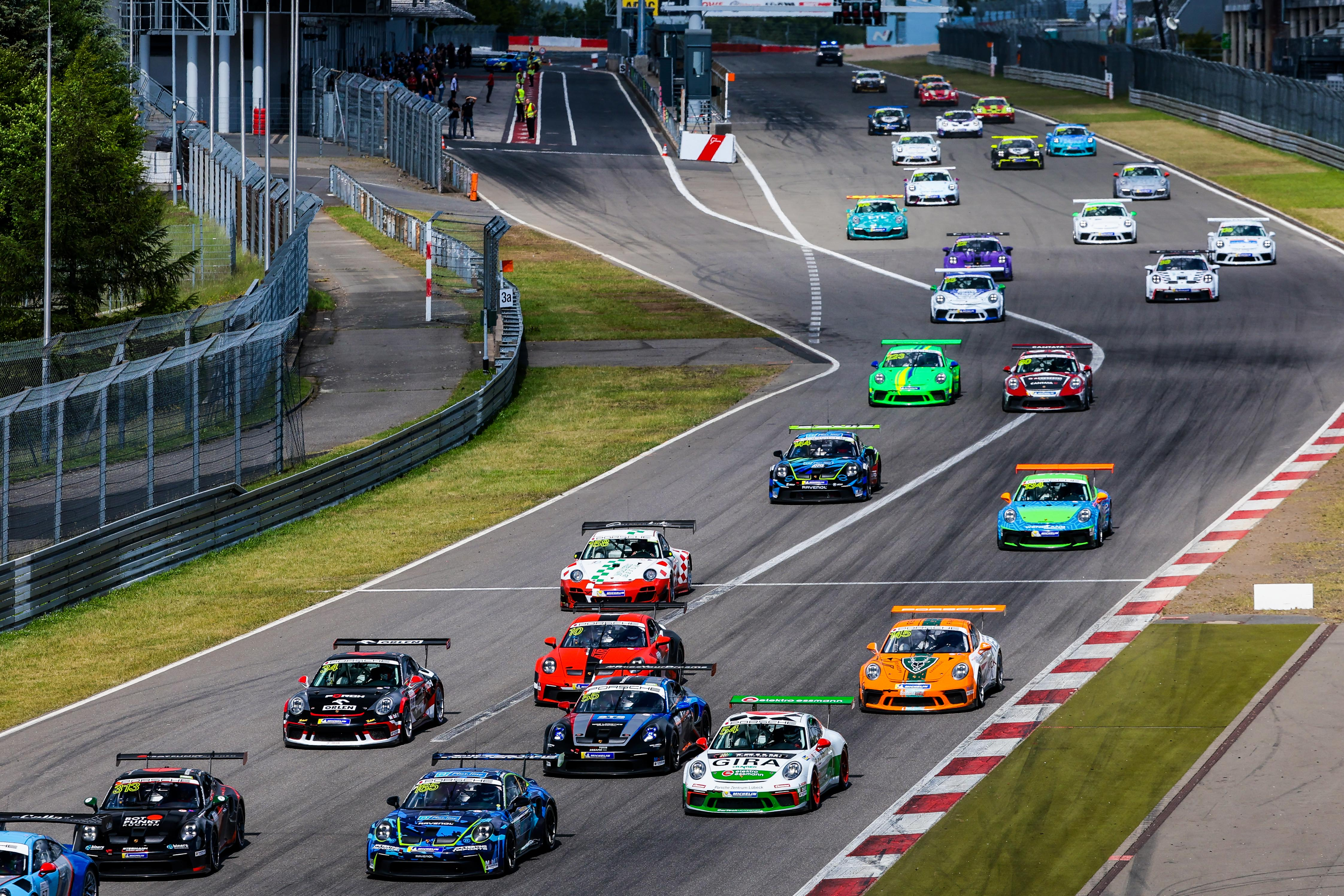
Rennstart der Porsche Sprint Challenge auf dem Nürburgring.

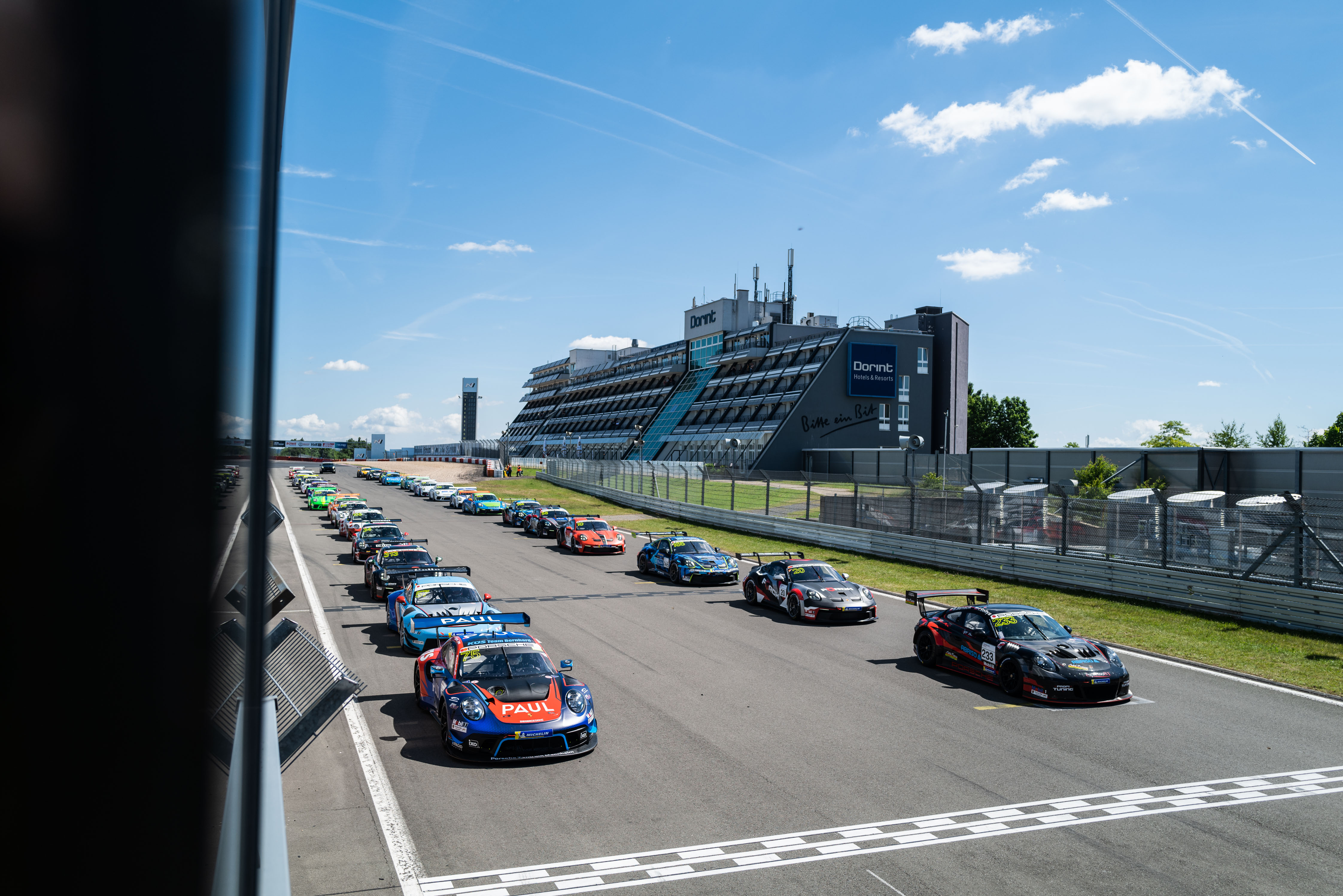
Startaufstellung vor dem Start der Porsche Sprint Challenge.

Der Porsche Sports Cup Deutschland ist eine Club- und Kundensportserie, die 2005 in ihre erste Saison ging. Sie richtet sich an motorsportbegeisterte Porschefahrer unterschiedlicher Leistungsstärke, die in den verschiedenen Serien des Porsche Sports Cup gegeneinander antreten können. Damit schlägt der Porsche Sports Cup die Brücke zwischen der Porsche Track Experience für Amateure und den Porsche Markenpokalen (Porsche Carrera Cup Deutschland oder Porsche Mobil 1 Supercup) für Rennsportprofis und ambitionierte Amateure.
Die Rennen werden an sechs verschiedenen Wochenenden auf fünf Rennstrecken ausgetragen, unter anderen auf dem Nürburgring, dem Hockenheimring und auf dem Red Bull Ring in Österreich.
Es gibt eine lizenzfreie und fünf lizenzpflichtige Serien, in denen sowohl straßenzugelassene als auch für den Rennsport modifizierte Porschefahrzeuge starten.
Auftraggeber der Serie ist die Porsche Deutschland GmbH, ausgerichtet wird sie von der Hegersport GmbH des Rennfahrers und Porsche Supercup Gewinners Altfrid Heger mit Unterstützung durch den MSC Weingarten.
Im Jahr 2020 wurden über 700 Starter an den vier Rennwochenenden registriert.

## Renntermine

### Renntermine 2022
- 21.05 - 22.05.22. Hockenheimring, GER (abgesagt)
- 11.06. – 12.06.22 Nürburgring, GER
- 23.07. – 24.07.22 Red Bull Ring, AUT
- 13.08. – 14.08.22 Oschersleben, GER
- 17.09. – 18.09.22 Misano, ITA
- 15.10. – 16.10.22 Hockenheimring, GER

### Renntermine 2021
- 01.05. – 02.05.21 Hockenheimring, GER
- 19.06. – 20.06.21 Nürburgring, GER
- 17.07. – 18.07.21 Red Bull Ring, AUT
- 14.08. – 15.08.21 Oschersleben, GER
- 04.09. – 05.09.21 Lausitzring, GER
- 09.10. – 10.10.21 Hockenheimring, GER

### Renntermine 2020
- 09.05. – 10.05.2020 Hockenheimring, GER (abgesagt aufgrund der Covid-Pandemie)
- 30.05. – 31.05.2020 Nürburgring, GER (abgesagt aufgrund der Covid-Pandemie)
- 18.07. – 19.07.2020 Red Bull Ring, AUT
- 08.09. – 09.09.2020 Motorsport Arena Oschersleben, GER
- 05.09. – 06.09.2020 Lausitzring, GER
- 10.10. – 11.10.2020 Hockenheimring, GER

### Renntermine 2019
- 11.05. – 12.05.2019 Hockenheimring, GER
- 01.06. – 02.06.2019 Nürburgring, GER
- 20.07. – 21.07.2019 Sachsenring, GER
- 24.08. – 25.08.2019 Motorsport Arena Oschersleben, GER
- 14.09. – 15.09.2019 Circuit de Spa-Francorchamps, BEL
- 12.10. – 13.10.2019 Hockenheimring, GER

### Renntermine 2018
- 15.05. – 16.05.2018 Hockenheimring, GER
- 16.06. – 17.06.2018 Red Bull Ring, AUT
- 21.07. – 22.07.2018 Nürburgring, GER
- 11.08. – 12.08.2018 Motorsport Arena Oschersleben, GER
- 08.09. – 09.09.2018 Circuit de Spa-Francorchamps, BEL
- 20.10. – 21.10.2018 Hockenheimring, GER

### Renntermine 2017
- 29.04. – 30.04.2017 Nürburgring, GER
- 03.06. – 04.06.2017 Hockenheimring, GER
- 29.07. – 30.07.2017 Red Bull Ring, AUT
- 19.08. – 20.08.2017 Motorsport Arena Oschersleben, GER
- 09.09. – 10.09.2017 Circuit de Spa-Francorchamps, BEL
- 21.10. – 22.10.2017 Hockenheimring, GER

### Renntermine 2016
- 21.05. – 22.05.2016 Hockenheimring, GER
- 04.06. – 05.06.2016 Red Bull Ring, AUT
- 09.08. – 10.07.2016 Nürburgring, GER
- 13.08. – 14.08.2016 Motorsport Arena Oschersleben, GER
- 10.09. – 11.09.2016 Circuit de Spa-Francorchamps, BEL
- 22.10. – 23.10.2016 Hockenheimring, GER

### Renntermine 2015
- 03.05. – 04.05.2015 Nürburgring, GER
- 30.05. – 31.05.2015 Hockenheimring, GER
- 18.07. – 19.07.2015 Red Bull Ring, AUT
- 08.08. – 09.08.2015 Motorsport Arena Oschersleben, GER
- 12.09. – 13.09.2015 Circuit de Spa-Francorchamps, BEL
- 24.10. – 25.10.2015 Hockenheimring, GER

### Renntermine 2014
- 17.05. – 18.05.2014 Hockenheimring, GER
- 14.06. – 15.06.2014 Nürburgring, GER
- 19.07. – 20.07.2014 EuroSpeedway Lausitz, GER
- 09.08. – 10.08.2014 Motorsport Arena Oschersleben, GER
- 13.09. – 14.09.2014 Circuit de Spa-Francorchamps, BEL
- 27.09. – 28.09.2014 Hockenheimring, GER

### Renntermine 2013
- 11.05. – 12.05.2013 Nürburgring, GER
- 01.06. – 02.06.2013 Hockenheimring, GER
- 13.07. – 14.07.2013 Red Bull Ring, AUT
- 03.08. – 04.08.2013 Motorsport Arena Oschersleben, GER
- 14.09. – 15.09.2013 Circuit de Spa-Francorchamps, BEL
- 05.10. – 06.10.2013 Hockenheimring, GER

## Serien
Im Rahmen des Porsche Sports Cup Deutschland starten die nachfolgenden Rennserien:

### Lizenzfreie Serien

#### Introduction to Racetrack (bis 2020 Porsche Sports Cup Experience)
Die Introduction to Racetrack bietet Porsche Fahrern die Möglichkeit erste Motorsportluft zu schnuppern. Die Teilnehmer erleben hautnah das Geschehen neben und auf der Rennstrecke: Sie werden durch das Fahrerlager geführt und erhalten Einblicke in die technische Abnahme, die Zeitnahme und in die Race Control. Da die Teilnehmer auch selbst fahren, gibt es für sie eine Fahrerbesprechung, die vom Rennleiter gehalten wird.
Nach der theoretischen Einweisung in die Fahrzeuge geht es hinter einem Instrukteur auf die Strecke. Dieser zeigt den Teilnehmern die Ideallinie und erklärt, wie und wo man Zeit gewinnt oder auch verliert.

### Lizenzpflichtige Serien

#### Porsche Drivers Competition (bis 2020 PZ-Driver's Cup)
Der Porsche Drivers Competition stellt den Einstieg in den von Porsche angebotenen lizenzpflichtigen Motorsport dar und beinhaltet folgende Elemente:
- 30 Min. Instrukteursfahren
- 30 Min. Training
- 30 Min. Gleichmäßigkeitsprüfung

Gestartet werden darf nur mit straßenzugelassenen Porsche-Fahrzeugen. Dementsprechend sind ausschließlich straßenzugelassene Reifen nach einer vorgeschriebenen Reifenliste erlaubt. Bei der Gleichmäßigkeitsprüfung ist das Ziel, möglichst oft genau die Zeit einer zuvor gefahrenen Referenzrunde zu erreichen.
Alle Teilnehmer der Porsche Drivers Competition brauchen einen gültigen Führerschein und eine nationale DMSB-C-Lizenz, die unter mein.dmsb.de beantragt werden kann. Es besteht die Möglichkeit, über die DMSB-App oder online (mein.dmsb.de) eine Racecard zu beantragen. Diese ist zeitlich für eine Veranstaltung (max. drei Tage) begrenzt.

#### Porsche Drivers Competition Pro (bis 2020 PZ Trophy)

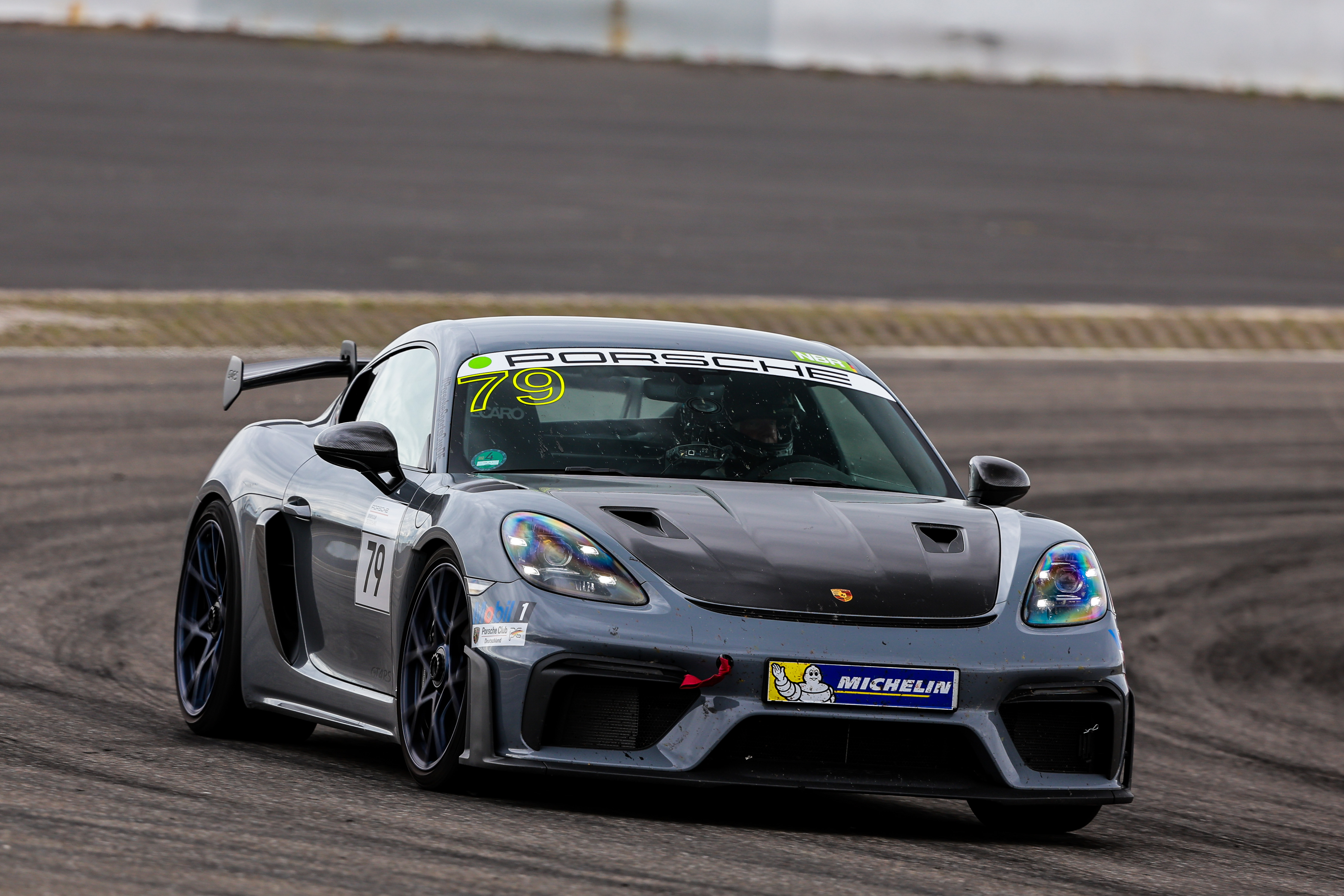
Der Porsche Cayman GT4 RS in der Porsche Drivers Competition Pro am Nürburgring 2022.

Die Porsche Drivers Competition Pro stellt die zweite lizenzpflichtige Motorsportveranstaltung dar. Die Austragung erfolgt folgendermaßen:
- 70 Minuten freies Fahren, aufgeteilt in drei Sessions
- 2 Wertungen à 20 - 30 Minuten

Da es sich bei der Porsche Drivers Competition Pro um eine lizenzpflichtige Rennserie handelt, müssen die Fahrer mindestens eine nationale DMSB-C-Lizenz und eine gültige Fahrerlaubnis besitzen.
Gestartet werden darf auch bei der Porsche Drivers Competition Pro nur mit straßenzugelassene Porsche Fahrzeugen.

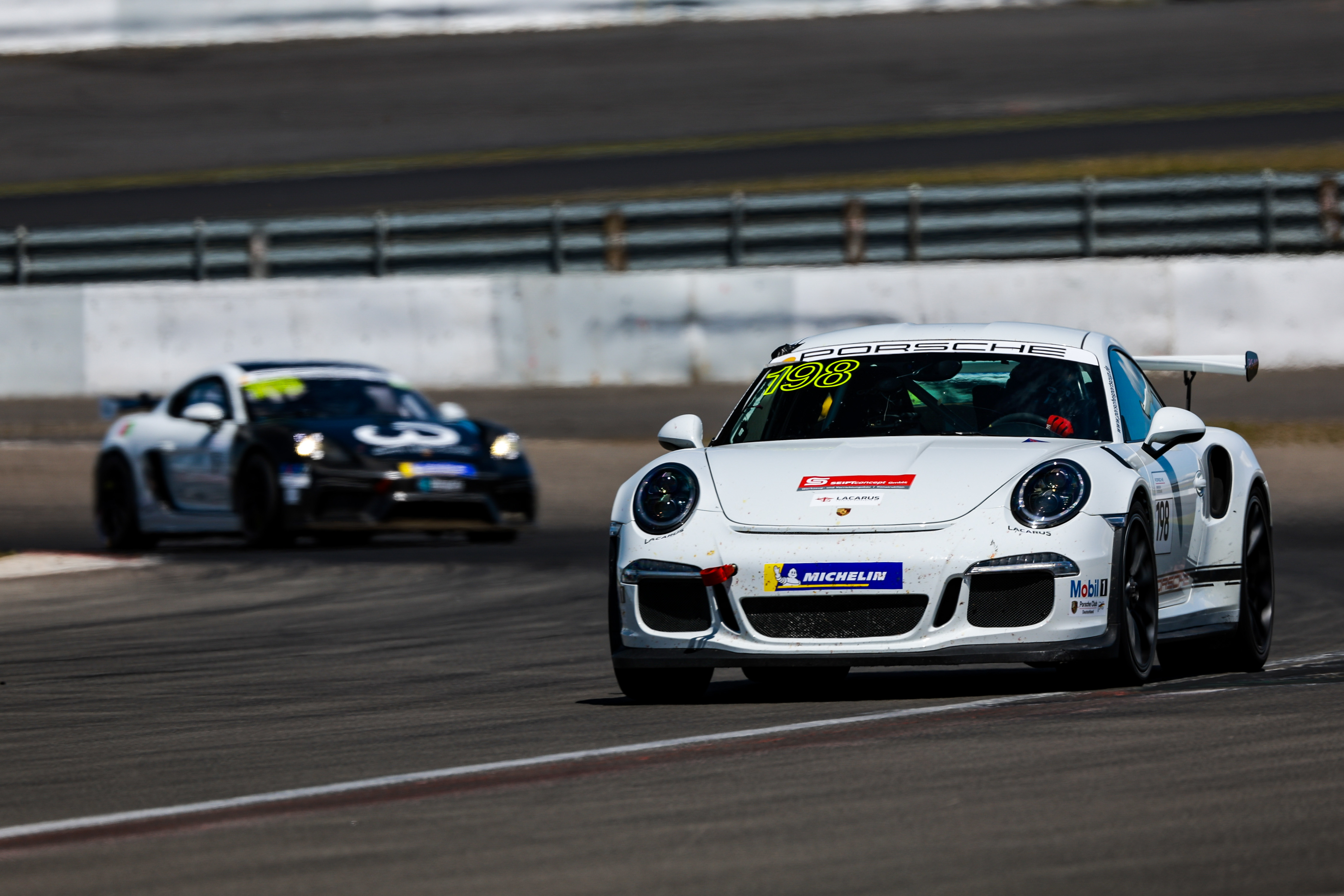
Der Porsche 911 GT3 RS in der Porsche Sprint GT am Nürburgring 2022.

#### Porsche Sprint GT (bis 2020 Porsche Sports Cup)
Die Porsche Sprint GT stellt den Einstieg in den Amateurrennsport dar. Die Austragung erfolgt folgendermaßen:
- 30 Minuten Freies Training
- 30 Minuten Qualifikationstraining
- 2 Rennen à 30 Minuten mit fliegendem Start

Bei der Porsche Sprint GT müssen die Fahrer mindestens eine gültige internationale DMSB-C-Lizenz vorweisen, um an den Start gehen zu dürfen. In der Porsche Sprint GT werden der GT4 Clubsport verschiedener Modellgenerationen, GT4 Manthey Racing, GT4 RS Clubsport und Straßenfahrzeuge bis einschließlich 2022 eingesetzt.

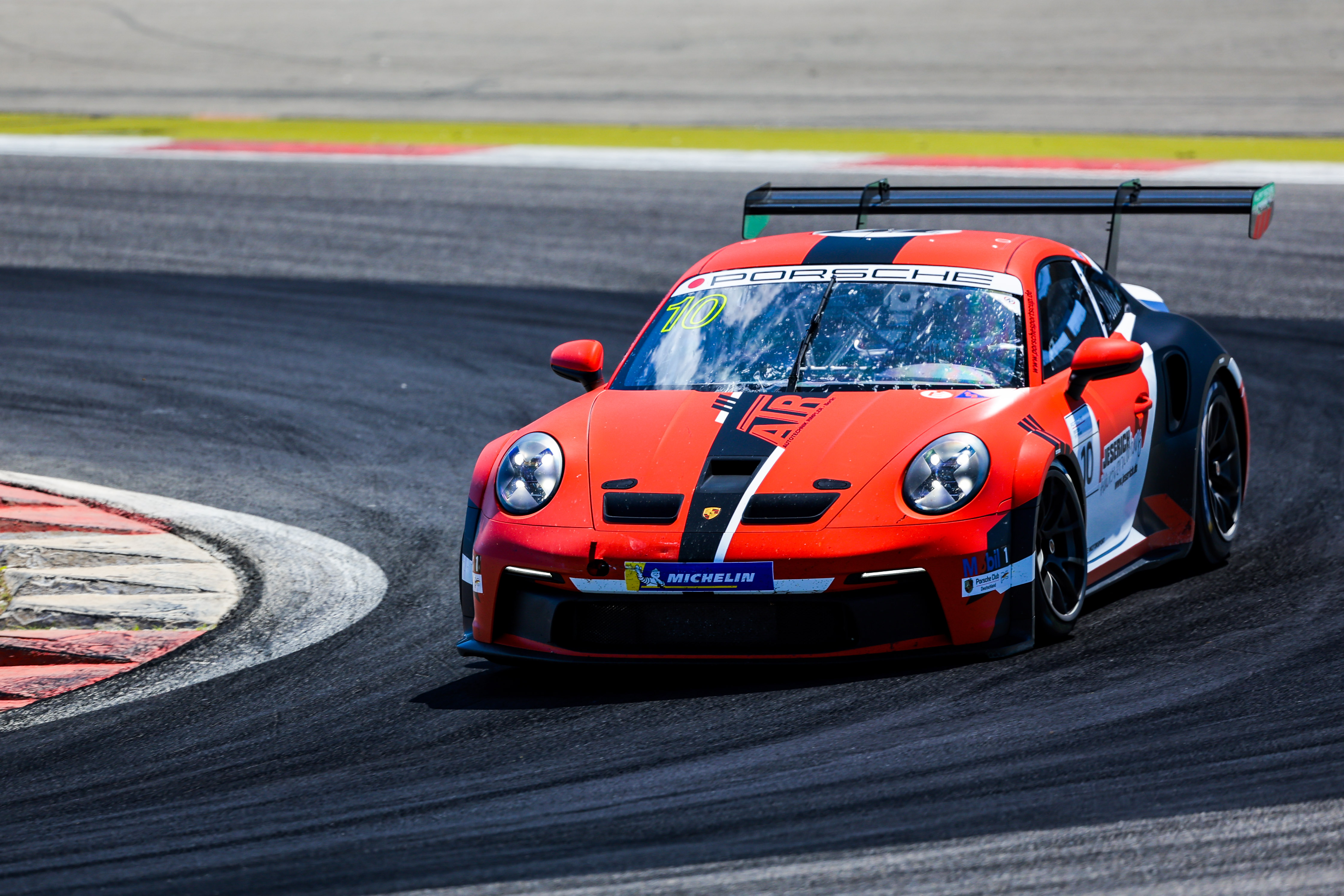
Der Porsche 911 GT3 Cup in der Porsche Sprint Challenge am Nürburgring 2022.

#### Porsche Sprint Challenge (bis 2020 Porsche Super Sports Cup)
Die Porsche Sprint Challenge ist, wie auch die Porsche Sprint GT, ein Sprintrennen mit zwei Läufen über 30 Minuten. Die Austragung erfolgt folgendermaßen:
- 30 Minuten Freies Training
- 30 Minuten Qualifikationstraining
- 2 Rennen à 30 Minuten mit fliegendem Start

Wie bei der Porsche Sprint GT sind nur Fahrer mit gültiger internationaler DMSB-C-Lizenz oder höher zugelassen. Bei der Porsche Sprint Challenge werden GT3 Fahrzeuge (Cupfahrzeuge der verschiedenen Generationen und GT3 R) eingesetzt.

#### Porsche Endurance Challenge (bis 2020 Porsche Sports Cup Endurance)
Die Porsche Endurance Challenge stellt im Unterschied zu den vorausgehenden Rennserien kein Sprint-, sondern ein Langstreckenrennen dar. Die Austragung erfolgt folgendermaßen:
- 45 Minuten Freies Training
- 40 Minuten Qualifikationstraining
- 1 Rennen à 100 Minuten mit fliegendem Start und einem 4-minütigen Pflichtboxenstopp.

Voraussetzung zur Teilnahme ist mindestens eine gültige internationale DMSB-C-Lizenz.

## Fahrzeuge
Der Porsche Sports Cup Deutschland erlaubt es, mit fast jedem Porsche Fahrzeug an den Rennen und Gleichmäßigkeitsprüfungen teilzunehmen. Bei der Introduction to Racetrack ist die Teilnahme mit jedem Porsche erlaubt.

## Fahrer

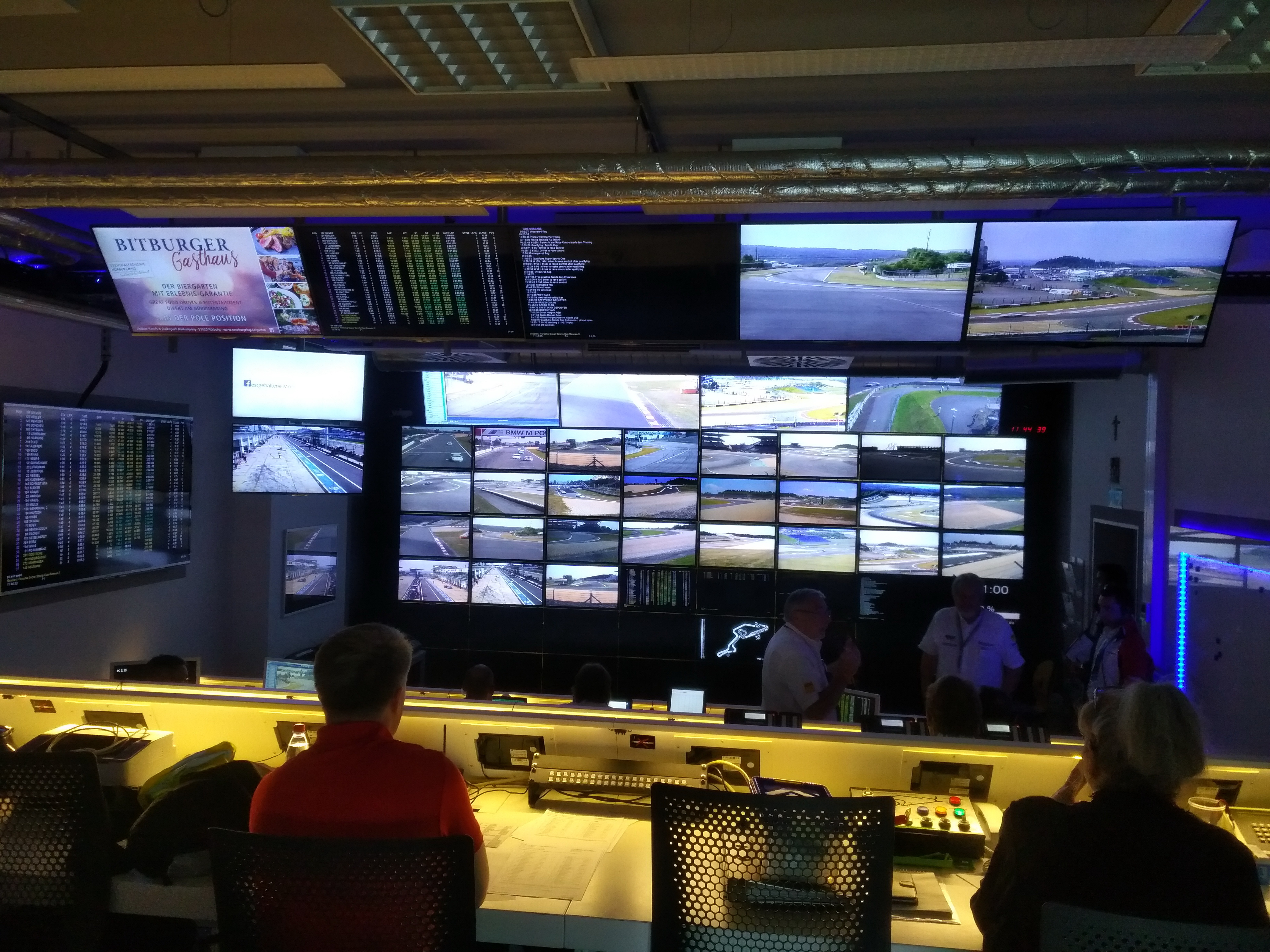
Besichtigung des Rennkontrollraums beim „Porsche Sports Cup“ auf dem Nürburgring 2018

Beim Porsche Sports Cup Deutschland sind vom Amateur, der seine ersten Runden auf der Rennstrecke fährt, bis zum erfahrenen Rennfahrer alle Könnensstufen vertreten.

## Rahmenprogramm
Während die Fahrer auf der Rennstrecke ihr Können unter Beweis stellen, finden Besucher neben der Rennstrecke ein buntes Rahmenprogramm vor. Interessierte haben die Möglichkeit, sich über Porsche-Fahrzeuge und Individualisierungsprogramme (Porsche Exclusiv und Tequipment) zu informieren und Porsche Artikel im Selection Shop zu erwerben. In der großen Hospitality wird für das leibliche Wohl der Gäste gesorgt und für die kleinen Gäste steht eine Kinderwelt mit Spiel und Spaß bereit. Darüber hinaus besteht für geladene Gäste die Möglichkeit zu einem fahraktiven Rahmenprogramm bestehend aus Roadbookfahrten mit Porsche Fahrzeugen, Slalom-Cup, VIP-Taxifahrten u. v. m.

## Serienpartner

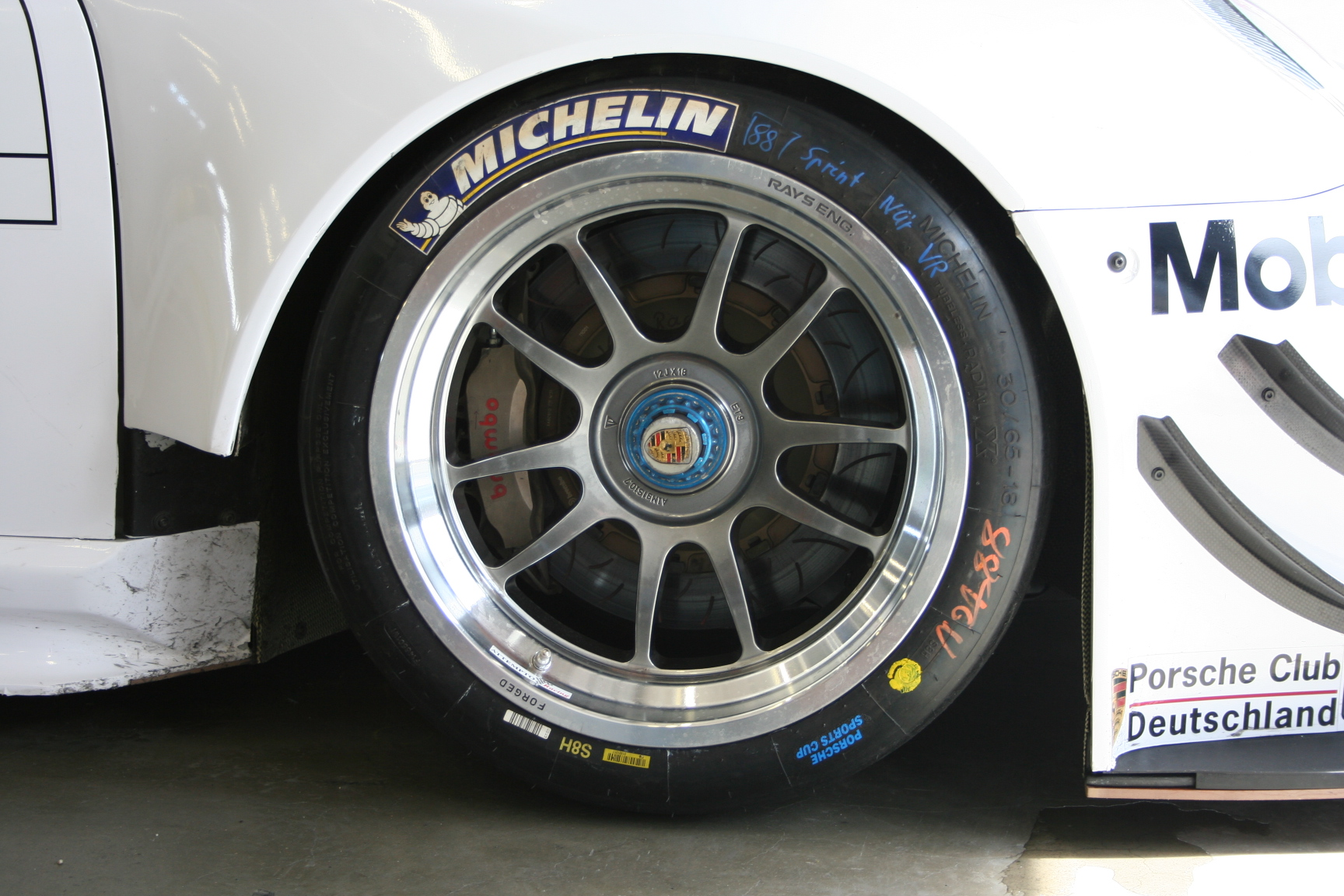
Rad eines Porsche 911 GT3 R mit Michelin-Rennreifen

Der Porsche Sports Cup wird von folgenden Partnern unterstützt:
- Michelin
- Kessler Sekt
- Porsche Lifestyle